# Sulayman Bojang
Sulayman Bojang (* 3. September 1997 in Oslo) ist ein gambisch-norwegischer Fußballspieler, der als Verteidiger für den Verein Skeid spielt.

## Karriere
Am 13. August 2018 gab Sarpsborg 08 die Unterzeichnung von Bojang von Skeid mit einem 3,5-Jahres-Vertrag bekannt.
Im Juni 2019 wurde Bojang für die gambische Fußballnationalmannschaft ausgewählt und feierte am 8. Juni 2019 sein Debüt für das Land gegen Guinea, das sie mit 1:0 gewannen, wobei Bojang das gesamte Spiel über auf der linken Abwehrseite eingesetzt war. Sein zweites Spiel bestritt er vier Tage später gegen Marokko.